# Schmidt Ferenc (építész)
Schmidt Ferenc (Temesvár, 1827. február 14. – Budapest, 1901. március 7.) építészmérnök, Bolyai-kutató. Fia, Schmidt Márton a kor jelentős nyelvésze.

## Életpályája
Apja, Schmidt Antal, személyesen ismerte Bolyai Jánost, és sokat mesélt róla fiának.  Ferenc Bécsben és Münchenben tanult a műegyetemen. Építészmérnöki oklevelet szerzett.  Előbb Temesváron majd Pesten dolgozott mérnökként.
Mindent megtett a két Bolyai, Farkas és János elismertetéséért. Ezért a Matematikai és Fizikai Társaság egyik legmegbecsültebb tagja lett. Tagja volt az 1870-es években alakult Bolyai Bizottságnak, amelynek fő feladata volt a Bolyai-hagyaték feldolgozása.
Neki köszönhetjük, hogy 1894-ben a Matematikai és Fizikai Társaság sírkővel jelöltette meg Bolyai János marosvásárhelyi elfelejtett sírját.

## Munkássága
Kutatta a két Bolyai munkásságát, és több tanulmányban, könyvben mutatta be a kutatás eredményét. Először írt németül és franciául a Bolyaiakról. Stäckel Pállal közösen kiadta a Bolyai Farkas Gauss-szal folytatott levelezését. 
Művei:
- Aus dem Leben zweier ungarischer Mathematiker, Wolfgang und Johann Bolyai von Bolya, Archiv für Math. und Phys., 48 (1867) 217–228.  Ugyanez franciául: Bordeaux Mém. 5 (1867) 191–205.
- Bolyai Farkas és Gauss Frigyes Károly levelezése. Az MTA megbizásából szerkesztették, jegyzetekkel és életrajzzal ellátták Schmidt Ferenc és Stäckel Pál. Budapest, 1899. Ugyanaz német bevezetéssel: Leipzig, 1899.